# Domajinci
Domajinci (madžarsko Dombalja, nemško Todtmannsdorf) so naselje v Občini Cankova.

## Lega in oblika naselja
Domajinci ležijo na 220 m.n.v. Ta vas se nahaja na prehodu iz ravnine Ravenskega na Goričko. Domajinci pripadajo Občini Cankova in so od občinskega središča oddaljeni 4 km proti SV ter od Murske Sobote 18 km proti SZ, od Maribora pa 75 km. Vas Domajinci se razprostira na desni strani ceste Cankova - Rogašovci do Ledavskega jezera na S vasi. Naselje Domajinci meji na V na Beznovce, na SV na Vadarce, na SZ na Krašče, na Z na Gornje Črnce, na JZ na Cankovo in na J na Topolovce. Stoji na pleistoceanski terasi, J pod pregrado zajezitvenega Ledavskega jezera. Obcestna vas je V od Ledave v široki dolini. Prve hiše segajo za Z do mostu čez potok Črnec, na V in S strani pa pripadajo vasi še hiše na blagem prisojnem pobočju proti Beznovcem in Vadarcem, imenovanem na Vreju. 
Naselje Domajinci je pretežno nižinsko, na S naselja pa je cca. 12 % naselja hribovitega[Vrej]. Skozi naselje teče potok Ledava, ki je direktno povezan z Ledavskim jezerom, zato je tudi vso leto v potoku enakomerni pretok vode.
Prst je rodovitna in lapornato-peščena. Na močvirnatem svetu[na Z] je zaseben mešan gozd, V od njega ob črncu in dalje proti Ledavi pa so obširni travniki, nakar segajo obdelovalne površine do beznovske in vadarske meje. Glavni pridelki so pšenica, ječmen, koruza, krmne rastline. Po vrtovih za hišami je sadno drevje in brajde. V ugodni prosojni legi na Vreju so večji sadovnjaki in vinogradi zvečine hibridne trte. V kmetijstvu je mehanizacija; več strojnih skupnosti. Prevladujejo kmetje-kooperanti, ki se prestopno preusmerjajo v živinorejo, mlečno in mesno govedo, svinje za dom, bekoni za prodajo. V vasi je tudi zbiralnica mleka. Nekoč je imela vsaka hiša kmetijo, sedaj pa jih ljudje vedno bolj opuščajo in se zaposlujejo nekje izven vasi, predvsem v Murski Soboti, nekaj pa jih odhaja tudi na dnevno delo v Topolovce na posestvo, nekaj malega pa jih je zaposlenih v tujini.
Naselje Domajinci je srednje veliko. Vseh površin v naselju je 346ha, od tega je okrog 40ha gozda. Leta 2006 je bilo 291 prebivalcev v 80 gospodinjstvih in ima 57 gospodarskih objektov.
Hiše so zidane, nove in obnovljene, stare rušijo; dve sta še cimprani. Gospodarska poslopja prilagajajo novim potrebam. Vodnjaki so s talno vodo, vodovod imajo le posamezniki. L.1880 je bila zgrajena kapela Sv.Marjete. To kapelo so prenesli iz Puževec, saj je tam razpadala. Prvič so kapelo obnovili leta 1974, temeljita obnovitev pa je bila leta 2000. Leta 1969 je bil zgrajen gasilski dom z dvorano, katerega so prav tako obnovili leta 2000.
V Domajincih je 5300 metrov občinskih cest in vse so asfaltirane. Glavna cesta (relacija Cankova-Rogašovci) je bila asfaltirana v 60. letih. To je bila prva asfaltirana cesta, ki je Domajince povezala z Mursko Soboto. Od leta 1991 ima navezavo v središče vasi. Prav tako so leta 1991 asfaltirali cesto, ki pelje na Domajinski vrh (Vrej). Leta 1997 so v Domajincih obnovili most na Ledavi, leta 1998 pa postavili še novo mrliško vežico.